# Ponadregionalne Centrum Onkologii Dziecięcej „Przylądek Nadziei”
Ponadregionalne Centrum Onkologii Dziecięcej „Przylądek Nadziei” – Klinika Transplantacji Szpiku, Onkologii i Hematologii Dziecięcej we Wrocławiu w strukturze administracyjnej Uniwersyteckiego Szpitala Klinicznego we Wrocławiu. Szpital onkologiczny dla pacjentów do 18 roku życia oraz dziecięcy ośrodek przeszczepowy w Polsce – wykonuje ponad połowę wszystkich transplantacji szpiku przeprowadzanych u dzieci w kraju. Przylądek Nadziei jest Ponadregionalnym Centrum Onkologii Dziecięcej. Odpowiada za leczenie dzieci chorujących na nowotwory na Dolnym Śląsku i w ościennych województwach. Rocznie klinika przyjmuje  ponad dwa tysiące pacjentów z całej Polski.

## Historia
Przylądek Nadziei zaczął przyjmować pacjentów w listopadzie 2015 roku. Ośrodek został wybudowany dzięki inicjatywie Fundacji „Na ratunek dzieciom z chorobą nowotworową”. Wcześniej klinika onkologii dziecięcej mieściła się w starym poniemieckim budynku przy ul. Bujwida, który stanowił zagrożenie dla zdrowia i życia  pacjentów. Fundacja była nie tylko koordynatorem całego procesu inwestycyjnego, ale przeprowadziła też akcję zbierania funduszy na rzecz budowy Przylądka Nadziei. Dzięki temu na funduszu budowy udało się zgromadzić pierwsze 10 mln zł.

### Budowa
W 2010 roku Fundacja „Na ratunek dzieciom z chorobą nowotworową” w porozumieniu z wrocławskim Uniwersytetem Medycznym oraz Uniwersyteckim Szpitalem Klinicznym we Wrocławiu, rozpisała międzynarodowy konkurs na projekt nowej Kliniki. Wygrała go niemiecka firma Hoppe Sommer Plannungs ze Stuttgartu. Po zawiązaniu konsorcjum z wrocławskim biurem MPP Maćków stworzyła projekt. Całość projektu o wartości 2,5 mln zł sfinansowała Fundacja „Na ratunek dzieciom z choroba nowotworową” i przekazała w darowiźnie Uniwersytetowi Medycznemu. Dzięki temu, że Fundacja zgromadziła na funduszu budowy pierwsze 10 mln zł oraz otrzymaniu w grudniu 2011 roku pozwolenia na budowę, Uniwersytet Medyczny mógł starać się o dofinansowanie projektu ze środków europejskich. W grudniu 2012 Przylądek Nadziei otrzymał unijną dotację w wysokości 85 mln zł, uzupełnioną o wkład Ministerstwa Zdrowia w wysokości 15 mln zł. Do przetargu na generalnego wykonawcę stanęło 5 firm. Przetarg wygrała firma Erbud. Budowa ruszyła w czerwcu 2013 roku i zakończyła się lutym 2015 roku.

## Budynek Przylądka Nadziei

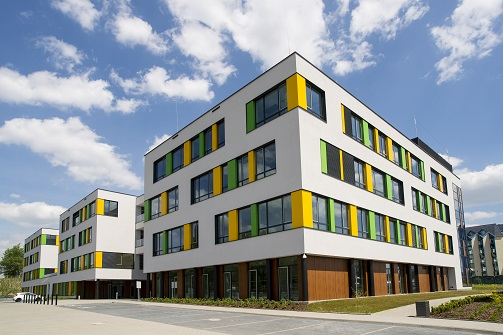
Klinika „Przylądek Nadziei”

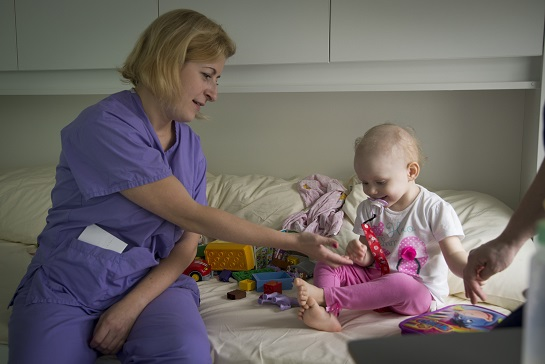
Wizyta lekarki sprawdzająca stan małej pacjentki.

W Przylądku Nadziei na łóżkach stacjonarnych jednocześnie może się leczyć 75 pacjentów. Dodatkowo w szpitalu jest też oddział dzienny z 10 łóżkami. Korzystają z nich dzieci, które po zabiegu albo przyjęciu leków mogą wrócić do domu. Wszystkie sale w Przylądku Nadziei są jedno- lub dwułóżkowe z łazienką. Na każdej z nich dzieciom mogą towarzyszyć rodzice, w każdej znajdują się dodatkowe, rozkładane miejsca do spania. Przylądek Nadziei wybudowany został w bezpośrednim sąsiedztwie Uniwersyteckiego Szpitala Klinicznego przy ul. Borowskiej i jest połączony z nim podziemnym korytarzem, dzięki czemu nowa klinika korzysta ze szpitalnego oddziału ratunkowego, pracowni obrazowania oraz laboratorium.
Budynek został zrealizowany na planie litery E. Pomieszczenia są wykończone jasnymi kolorami, natomiast ściany ozdobione zostały grafikami przygotowanymi przez artystów z wrocławskiej Akademii Sztuk Pięknych.

### Plan sytuacyjny/struktura
- podziemie – parking na 58 aut oraz pomieszczenia techniczne
- parter – izba przyjęć, oddział pediatryczny, dwie sale seminaryjne, pracownie USG oraz RTG, administracja oraz 8 dwuosobowych pokoi hotelowych (korzystają z nich dzieci z opiekunami, które przyjeżdżają na leczenie spoza Wrocławia, ale nie muszą leżeć na oddziale szpitalnym)
- pierwsze piętro - w centralnym punkcie przychodnia przyszpitalna, w sąsiedztwie niej szpital dzienny (10 łóżek). Na pierwszym piętrze działa również specjalistyczne laboratorium oraz oddział onkologiczno-hematologiczny na 10 łóżek
- drugie piętro – dwa oddziały (14 i 12 łóżek), oraz oddział wzmożonej opieki medycznej (6 łóżek)
- trzecie piętro – znajduje się tu oddział przeszczepowy (12 łóżek) i poprzeszczepowy (5 łóżek) - oba oddzielone szeregiem śluz, zabezpieczających pacjentów całkowicie pozbawionych odporności. Dodatkowo na piętrze mieści się 15 pokoi hotelowych z zapleczem kuchennym.

W Przylądku Nadziei istnieje również wydzielona strefa nauki i zabawy. Dzieci mogą korzystać ze świetlicy, biblioteki i dwóch szkolnych sal, a także odrębnych pokoi zabaw. Bezpośrednio przy budynku znajdują się plac zabaw i Park Skowroni.

## Ciekawostki
W medialnych działaniach zmierzających do zgromadzenia funduszy na budowę kliniki, Fundację „Na ratunek dzieciom z chorobą nowotworową” wsparła znana podróżniczka  Martyna Wojciechowska, która została ambasadorką idei budowy Przylądka Nadziei. Po ukończeniu budowy kliniki wytatuowała sobie na ramieniu współrzędne geograficzne Przylądka.